# Phaeophacidium
Phaeophacidium är ett släkte av svampar. Phaeophacidium ingår i ordningen Rhytismatales, klassen Leotiomycetes, divisionen sporsäcksvampar och riket svampar.
|                | Ascodichaenaceae                             |
|                |                                              |
|                | Rhytismataceae                               |
|                |                                              |
|                | Cudoniaceae                                  |
|                |                                              |
|                | Fulvoflamma                                  |
|                |                                              |
|                | Pseudotrochila                               |
|                |                                              |
|                | Irydyonia                                    |
|                |                                              |
|                | Karstenia                                    |
|                |                                              |
|                | Gelineostroma                                |
|                |                                              |
|                | Neophacidium                                 |
|                |                                              |
|                | Apiodiscus                                   |
|                |                                              |
|                | Mellitiosporium                              |
|                |                                              |
|                | Laquearia                                    |
|                |                                              |
|                | Cavaraella                                   |
|                |                                              |
| Phaeophacidium | \| \| Phaeophacidium escalloniae \| \| \| \| |
|                | \| \| Phaeophacidium escalloniae \| \| \| \| |
|                | Mellitiosporiella                            |
|                |                                              |
|                | Propolidium                                  |
|                |                                              |
|                | Bonanseja                                    |
|                |                                              |
|                | Haplophyse                                   |
|                |                                              |
|                | Lasiostictella                               |
|                |                                              |
|                | Ocotomyces                                   |
|                |                                              |
|                | Didymascus                                   |
|                |                                              |
|                | Hypodermellina                               |
|                |                                              |
|                | Phaeophacidium escalloniae                   |
|                |                                              |

|  | Phaeophacidium escalloniae |
|  |                            |